# Giebel (gemeindefreies Gebiet)
Giebel ist ein gemeindefreies Gebiet im Südosten des Landkreises Gifhorn in Niedersachsen. Es liegt im namensgebenden Giebelmoor, das Teil des Drömlings ist.

## Geographie
Das Gebiet weist eine Fläche von 10,36 km² auf und ist unbewohnt. Der Wohnplatz „Giebel, Forsthaus“ mit einer Bevölkerungszahl von sieben gehört als Exklave mit einer Größe von rund 400 mal 200 Metern zur Gemeinde Parsau.
Das Gebiet wird von der Samtgemeinde Brome umschlossen und grenzt an deren Mitgliedsgemeinden Rühen (Süden und Westen) und Parsau (Osten und Norden sowie eine Exklave im Süden) sowie über einen rund 700 Meter langen Abschnitt im Süden an die Stadt Oebisfelde-Weferlingen (Ortsteil Buchhorst), im Landkreis Börde, Sachsen-Anhalt.
Bis 1974 gehörte das Gebiet zum Landkreis Helmstedt.
Neben dem Naturschutzgebiet Giebelmoor liegt ein Teil des Naturschutzgebietes Nördlicher Drömling im gemeindefreien Gebiet.
Südwestlich befindet sich der Große Giebelberg.

### Flächennutzung
Die Flächennutzung war im Jahr 2009 überwiegend forstwirtschaftlich (91 Prozent), mit einem geringen landwirtschaftlichen Anteil (vier Prozent):
| Flächennutzung 01.01.2009 | Hektar | Prozent |
| ------------------------- | ------ | ------- |
| Forst                     | 943    | 91,0    |
| Straßen                   | 43     | 4,1     |
| Landwirtschaft            | 38     | 3,7     |
| Gewässer                  | 12     | 1,1     |
| Gebäude                   | 1      | 0,1     |
| insgesamt                 | 1036   | 100,0   |

## Kultur und Sehenswürdigkeiten
Die Ortsbezeichnung Giebel beruht auf der Wüstung Giebelgabau, die in dem Bereich während des Mittelalters bestand.

### Verkehr
Durch das Gebiet läuft in ostwestlicher Richtung auf etwa zwei Kilometer Länge die Kreisstraße K 85, auch Giebeldamm genannt. Sie teilt das Giebelmoor in das nördlich der Straße gelegene Kleine Giebelmoor und das südlich gelegene Große Giebelmoor. Die Straße trifft im Westen auf die K 32, die ihrerseits im Norden nach Parsau und im Süden nach Rühen führt, wo sie innerörtlich „Giebelstraße“ heißt. Im Osten erreicht man über die K 85 den Parsauer Ortsteil Kaiserwinkel an der früheren innerdeutschen Grenze. Auch das zur Gemeinde Parsau gehörende Forsthaus Giebel liegt an der K 85.

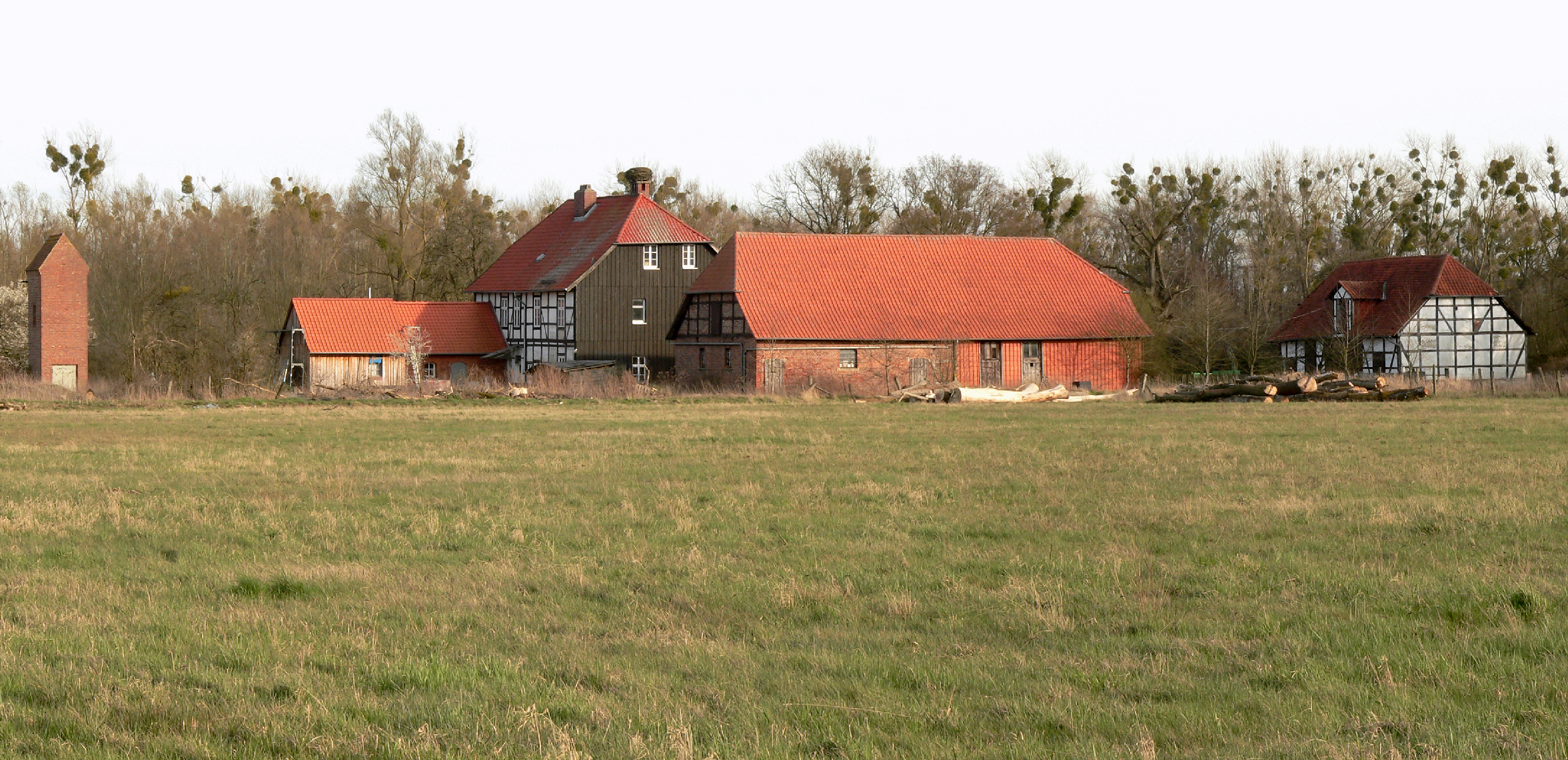
Forsthaus Giebel
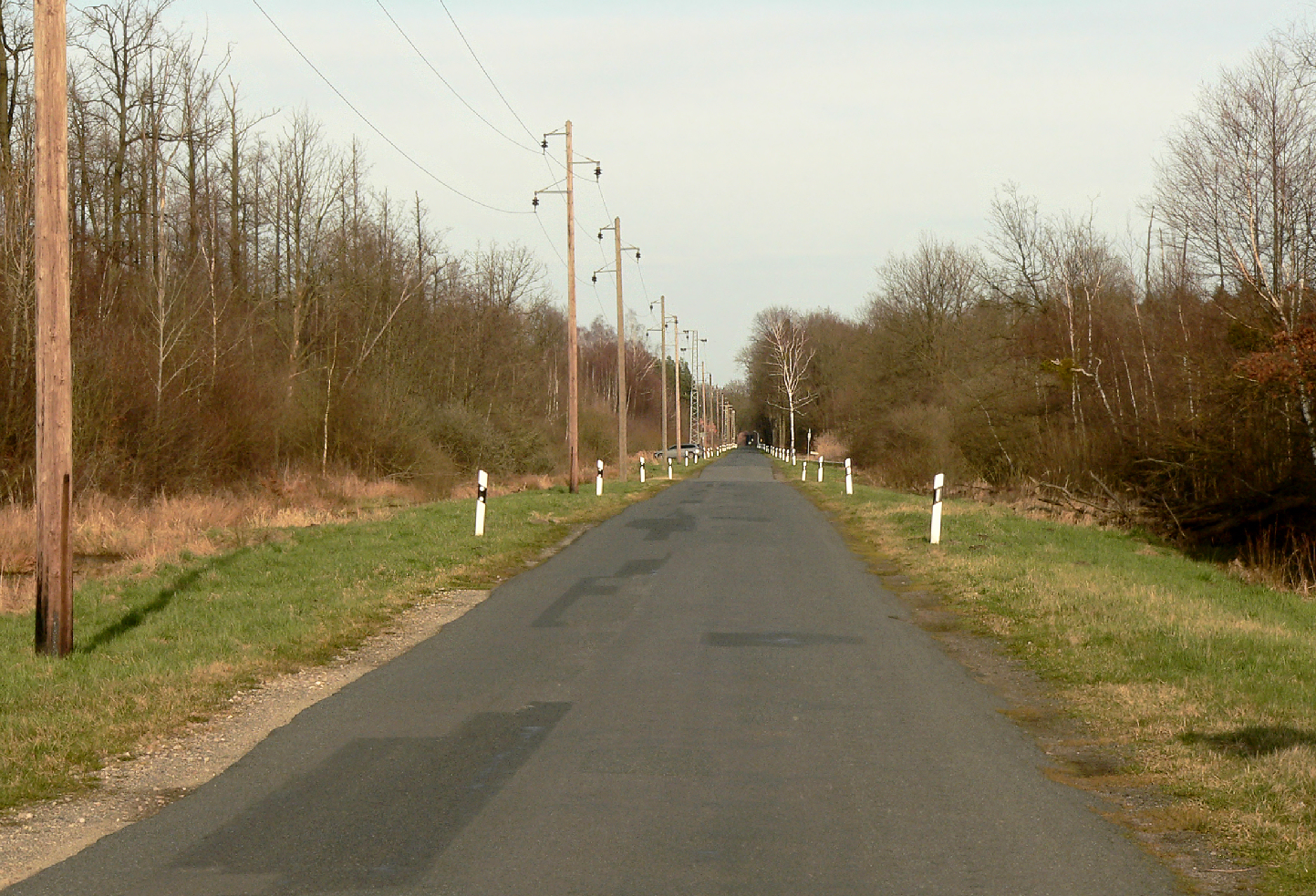
Giebeldamm
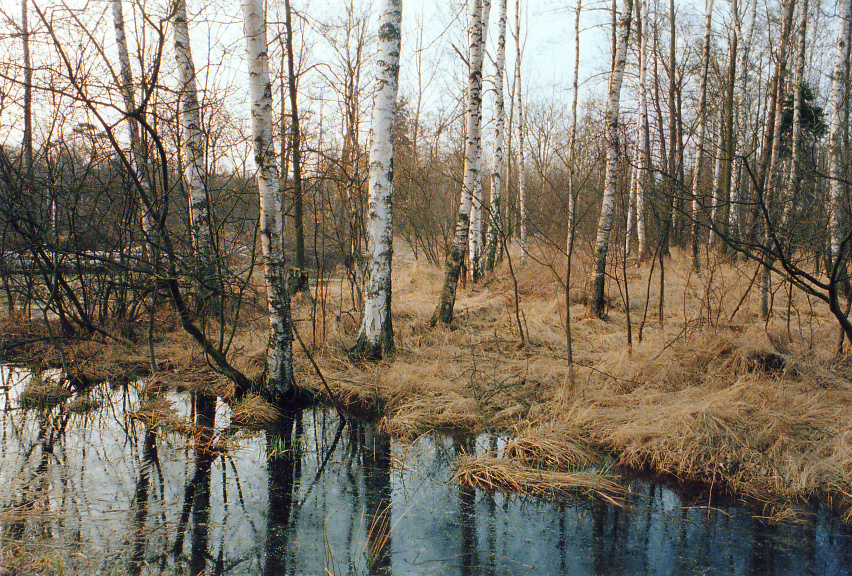
Birkenbruch im Kleinen Giebelmoor